# Caridina crurispinata
Caridina crurispinata е вид десетоного от семейство Atyidae.

## Разпространение
Видът е разпространен в Мадагаскар.